# Claude Laréal
Claude Laréal, né le 19 avril 1935 à Tournon et mort le 12 septembre 2021 au Lavandou, est un homme politique français, membre du Parti socialiste unifié (PSU) puis du Parti socialiste (PS).

## Biographie
En 1971, il est élu conseiller municipal de La Voulte-sur-Rhône, dont il est adjoint au maire jusqu'en 1983 quand il est élu maire de la commune. Il est élu conseiller général du canton de La Voulte-sur-Rhône et réélu en 1985. De mars 1986 à juillet 1988, il est également conseiller régional de Rhône-Alpes.
Lors des élections législatives de juin 1988, il est suppléant de Robert Chapuis, auquel il succède comme député de la 1re circonscription de l'Ardèche le 29 juillet suivant après que celui-ci a été nommé membre du gouvernement. Il demeure maire jusqu'à sa démission en juillet 1998.
Il meurt le 12 septembre 2021 dans la commune du Lavandou, à l'âge de 86 ans.